# Stanisław Lentz

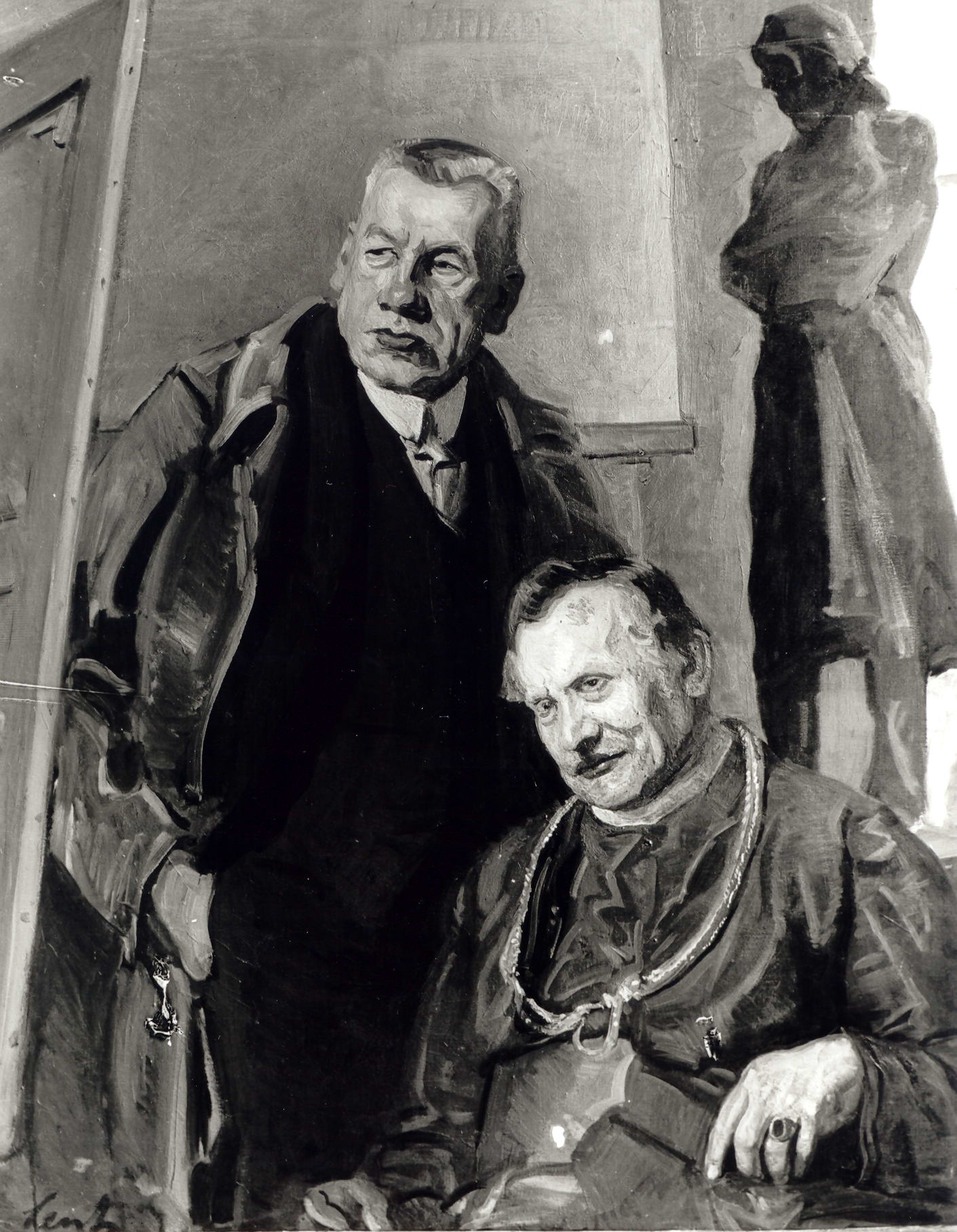
Selbstporträt mit Pater Mrozowski, 1920, Bild verschollen

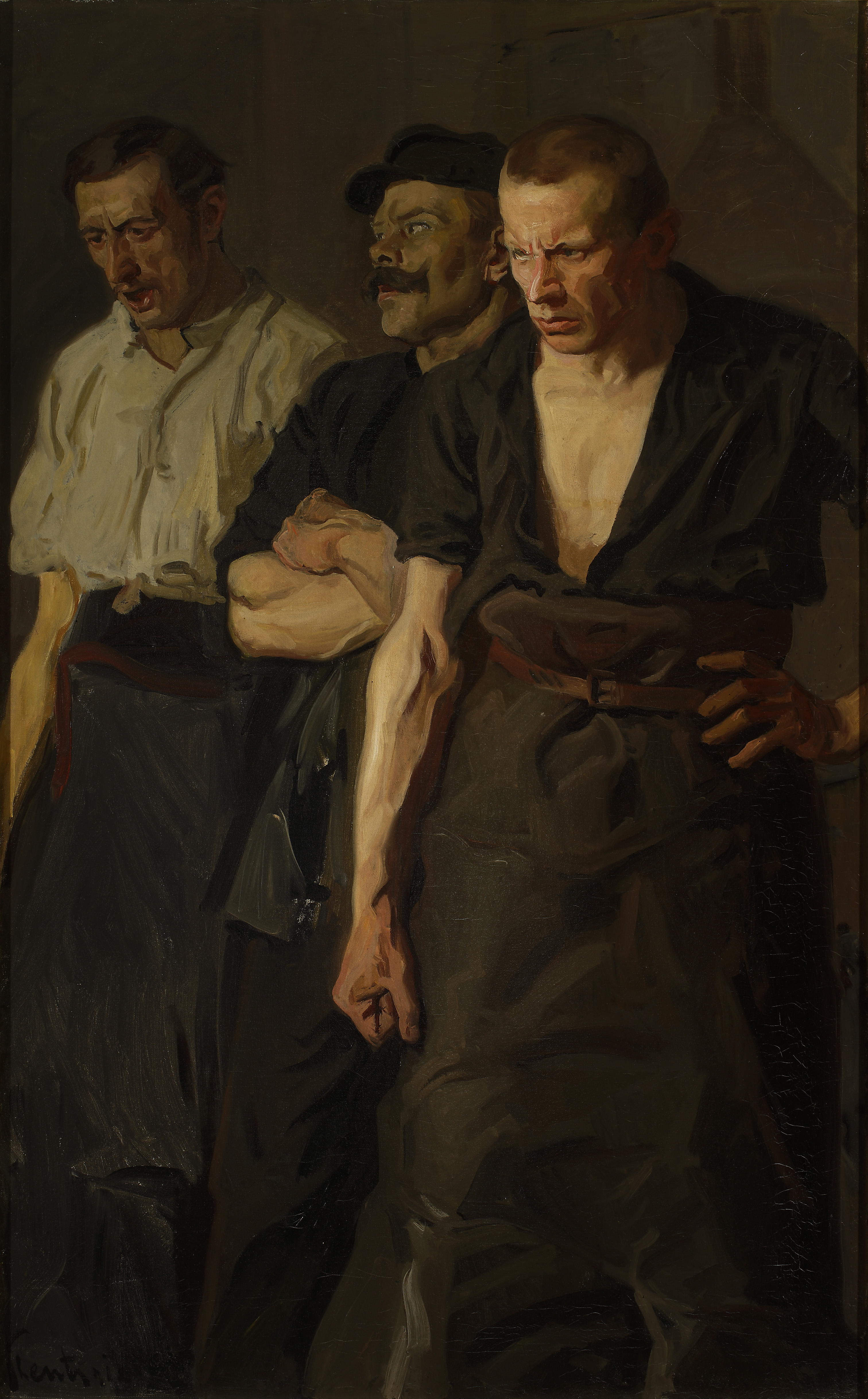
Streik, 1910

Stanisław Lentz (* 23. April 1861 in Warschau; † 19. Oktober 1920 ebenda) war ein polnischer Maler, seit 1909 Professor an der Akademie der Bildenden Künste Warschau.
Er studierte 1877–1879 an der Akademie der Bildenden Künste Krakau.bei Feliks Szynalewski und Izydor Jabłoński, danach setzte sein Studium in Warschau an der Zeichnungsschule von Wojciech Gerson fort. 
Später studierte er 1880–1884 an der Akademie der Bildenden Künste München bei Sándor Wagner und Gyula Benczúr sowie 1884–1887 an der Pariser Académie Julian.
Zurück in Warschau veröffentlichte er seine Zeichnungen, hauptsächlich Porträts, in den Warschauer Zeitschriften.
1888 wurde er ordentliches Mitglied der Warschauer Gesellschaft zur Förderung Bildender Künste, 1910 des Verbandes Polnischer Künstler „Sztuka“ (Die Kunst). 
Er unternahm oft Auslandsreisen: 1896 nach Berlin, Paris und Madrid, 1897 nach Paris, 1900 besuchte er Normandie, im Zeitraum 1903 und 1905–1914 verbrachte er Sommerferien in Scheveningen.
1909 wurde er zum Professor und Direktor der Schule der Bildenden Künste in Warschau berufen. 
Lentz beschäftigte sich hauptsächlich mit der Porträt- und Genremalerei. Die frühen Werke um 1890 zeigten deutliche Einflüsse der Münchner Schule. Viele Bilder zeigten das tägliche Leben des Warschauer Proletariats, auch der Juden. Um 1915 wurde Lenz von der holländischen Malerei, besonders von Frans Hals beeinflusst. 
Als sein bedeutendstes Werk gilt „Streik“ aus dem Jahre 1910. Das Bild entstand im Zusammenhang mit den Ereignissen der Russischen Revolution 1905, die auch in Russisch-Polen zu Unruhen führte.